# Lamborghini Lanzador
Der Lamborghini Lanzador ist ein elektrisch angetriebenes Konzeptfahrzeug, das vom italienischen Automobilhersteller Lamborghini entwickelt wurde. Ein Serienmodell soll ab 2028 als erstes Elektroauto des Herstellers gebaut werden.

## Hintergrund
Der Lanzador wurde am 18. August 2023 auf der Monterey Car Week im Rahmen des Pebble Beach Concours d’Elegance vorgestellt.

## Technik
Der Lanzador ist ein Fahrzeug mit hoher Bodenfreiheit, 2+2 Sitzen und 23 Zoll großen Rädern. Er vereint Stilelemente des Urus und des Sián. Das Konzeptfahrzeug hat zwei Elektromotoren, die sich auf beiden Achsen befinden und zusammen eine Spitzenleistung von über einem Megawatt leisten.